# Kandahar
Kandahar (Kandahār) escrito a veces como Qandahar (pashto: کندهار, persa: قندهار) es una ciudad de Afganistán, capital de la provincia de Kandahar. En 2002 la provincia tenía 886 000 habitantes, de los cuales vivían en la capital unos 316 000. Es la segunda ciudad más poblada de Afganistán después de Kabul y principal centro de comercio, especialmente para productos agrícolas. Posee un aeropuerto internacional y una extensa red vial. También está comunicada por vía terrestre con Quetta, en Pakistán. Peshawar y Kandahar son las principales ciudades del pueblo pastún.

## Historia
La ciudad de Kandahar tiene sus orígenes en el siglo IV a. C., cuando Alejandro Magno renombra la antigua ciudad de Kapisa (capital de la región de Aracosia) como Alejandría de Aracosia. El nombre actual parece una evolución del nombre que le diera Alejandro (Alexandria > Iskanderiya > Kandahar), aunque también podría proceder del de Gandhara, un reino de la antigua India.
Tras la disolución del imperio de Alejandro, la ciudad quedó en la órbita seléucida, para luego formar parte del reino griego de Bactriana (siglo III a. C.). La ciudad ha sido objetivo frecuente de diversos conquistadores, debido a su posición estratégica en Asia central. En el siglo III a. C. cayó bajo el poder del Imperio Maurya de Ashoka, y en el siglo II fue capturada por los kushanes de Kanishka.
Posteriormente fue conquistada por los invasores islámicos, quedando fuera del control del imperio indio. Entre sus conquistadores se encuentran los árabes en el siglo VII, los turcos gaznávidas en el siglo X, Gengis Kan en el siglo XII y Timur en 1383.
Babur, fundador del Imperio mogol, anexó nuevamente Kandahar a la India en el siglo XVI. Su hijo Humayun se vio obligado a entregar Kandahar al shah de Persia. El hijo de Humayun, Akbar, recuperó el control de Kandahar y Kabul, pero los siguientes reyes mogoles perdieron nuevamente ese territorio.
Kandahar pasó a control afgano en 1708 cuando Mirwais Khan Hotak conquistó la ciudad. Al morir, en 1715 y entre 1738 y 1747, la ciudad cayó temporalmente en manos de Nadir Shah.
Ahmad Shah Durrani, el fundador de Afganistán, tomó la ciudad en 1747 convirtiéndola, en 1748, en la capital de su nuevo reino, pero en los años 1780, la capital fue transferida a Kabul.

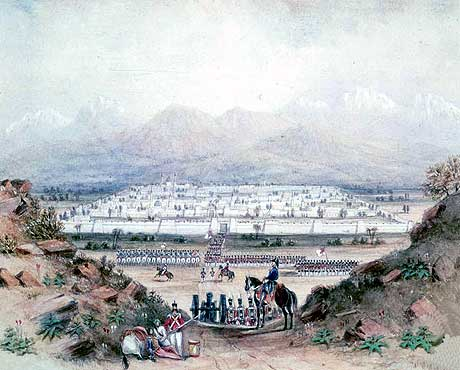
El ejército del Indo entrando en Kandahar durante la primera guerra anglo-afgana.

Las fuerzas británicas ocuparon la ciudad durante la primera guerra anglo-afgana (1839-1842) y entre 1879 y 1881.
Durante la guerra civil de Afganistán, Kandahar fue mantenida bajo estricto control. Al retirarse las fuerzas soviéticas en 1989 el control de la ciudad cambió de manos en varias oportunidades. Desde 1994 el movimiento talibán se organizó en esa ciudad y de allí conquistó el resto del país.
Durante la ocupación estadounidense (2001-2008), Kandahar fue uno de los principales núcleos de la resistencia talibana que habían gobernado desde 1996 a 2001 y que en 2007 hicieron 140 atentados con 6000 muertos. El 17 de febrero de 2008 los talibanes mataron con un atentado suicida a 80 personas durante un espectáculo de pelea de perros, el más mortífero desde que matasen a 79 personas, mayormente escolares, en Baghlan en noviembre de 2007.

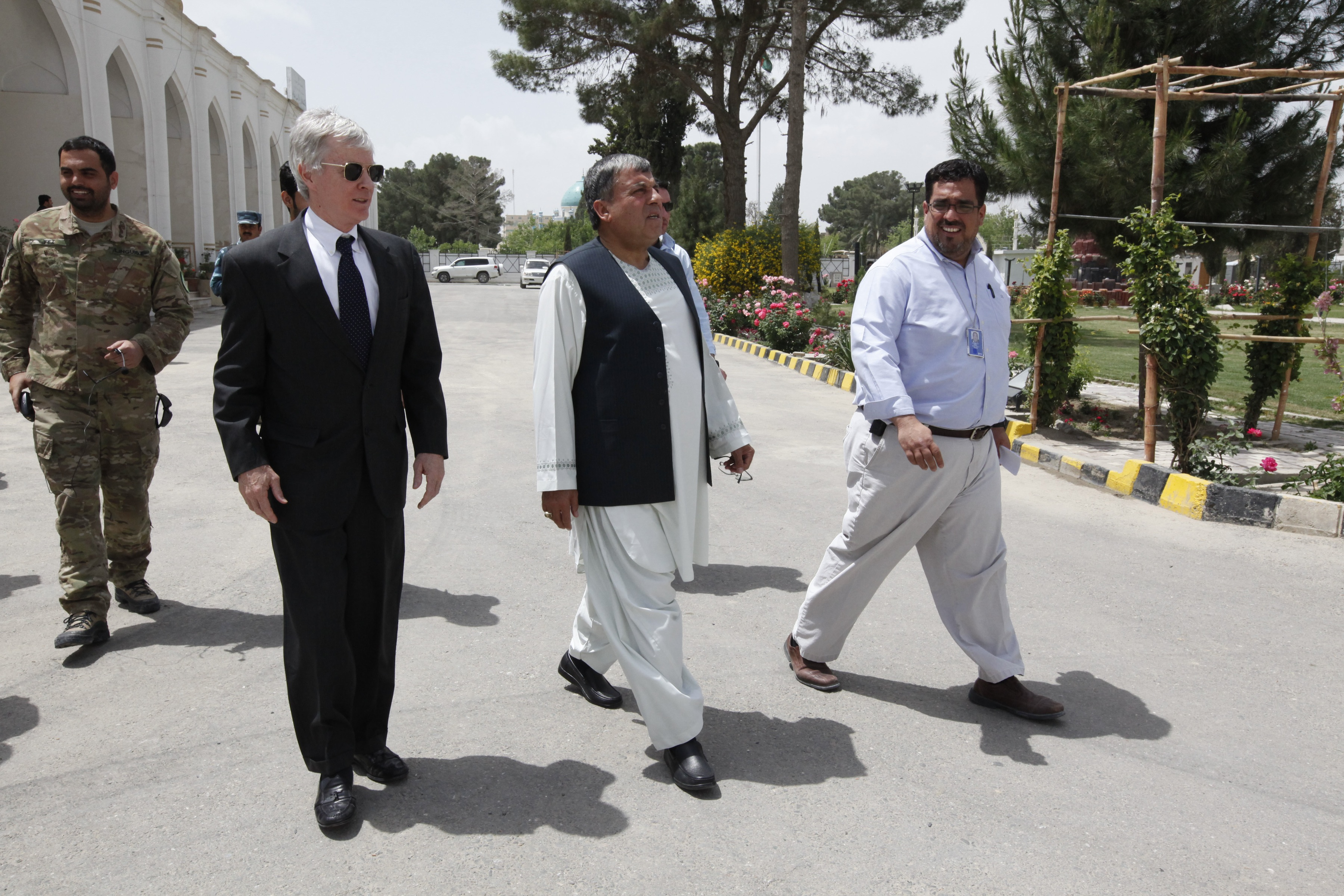
Embajador de Estados Unidos y gobernador de Kandahar.

El 11 de marzo de 2012 el sargento del Ejército de Estados Unidos Robert Bales disparó fatalmente a dieciséis civiles afganos en Panjwai, Kandahar e hirió a seis más, evento que será recordado como la masacre de Kandahar. Bales fue condenado a cadena perpetua sin libertad condicional ese mismo año.
El 13 de agosto de 2021 los talibanes capturaron Kandahar y se convirtió en la duodécima capital provincial en ser tomada por los talibanes como parte del rápido avance de la ofensiva talibán tras la retirada de tropas extranjeras en especial las estadounidenses.